# 耶巴奧山
耶巴奧山（英文：Mt. Yeba’ao)，又名牙拉巴鳥山，位於台灣苗栗縣泰安鄉梅園村，標高3192公尺，山頂無基石，位於雪山山脈支稜——大霸線上，與加利山（及其中的假山頭）及伊澤山相接，登山口叉路位於大霸尖山步道7k處，不明顯。路途約120公尺，路徑不明確，小徑、叉路雜亂，偶有布條。可遠眺大、中、小霸尖山。為岳界八小巒之四。

## 外部參考
- 健行筆記耶巴奧山 （页面存档备份，存于）
- 內政部國家公園署雪霸國家公園管理處全球資訊網-大霸線 （页面存档备份，存于）